# Jeroni de Tamarit
Jeroni de Tamarit (? - Lleida, 22 de novembre de 1646) fou un militar català.
Jeroni de Tamarit fou el sergent major del Batalló del Principat, aixecat durant la Guerra dels Segadors, i va participar i morir en la batalla de Santa Cecília, el 22 de novembre de 1646, que va significar el final del setge de Lleida del 1646.